# All-WNBA Team
All-WNBA Team – umowny skład najlepszych zawodniczek koszykarskiej ligi Women's National Basketball Association, wybierany co sezon przez panel złożony z dziennikarzy sportowych, analityków koszykarskich oraz sprawozdawców spotkań WNBA z terenów całych Stanów Zjednoczonych. Skład jest wybierany od pierwszego sezonu istnienia ligi – 1997 roku. All-WNBA Team składa się z dwóch pięcioosobowych składów, pierwszego i drugiego, które tworzy 10 zawodniczek.
Zawodniczki otrzymują 5 punktów za 1 głos do pierwszego składu i 3 punkty za głos do drugiego. Pięć koszykarek z najwyższą liczbą punktów zostaje zaliczonych do pierwszego składu WNBA, natomiast kolejne pięć odpowiednio do drugiego.
Lisa Leslie i Tamika Catchings są rekordzistkami w liczbie wyborów (12). Diana Taurasi dzierży rekord w liczbie wyborów do pierwszego składu (9), na drugiej pozycji w tej kategorii plasuje się Leslie (8).

## Składy All-WNBA
- pogrubienie – oznacza MVP sezonu regularnego
- (x) – oznacza kolejny wybór tej samej zawodniczki

| Sezon                    | I skład                  | I skład                       | I skład                  | II skład                    | II skład                  | II skład                 |
| Sezon                    | Zawodnik                 | Nar.                          | Zespół                   | Zawodnik                    | Nar.                      | Zespół                   |
| ------------------------ | ------------------------ | ----------------------------- | ------------------------ | --------------------------- | ------------------------- | ------------------------ |
| 1997                     | Eva Němcová              | Czechy                        | Cleveland Rockers        | Wendy Palmer                | Stany Zjednoczone         | Utah Starzz              |
| 1997                     | Tina Thompson            | Stany Zjednoczone             | Houston Comets           | Rebecca Lobo                | Stany Zjednoczone         | New York Liberty         |
| 1997                     | Lisa Leslie              | Stany Zjednoczone             | Los Angeles Sparks       | Jennifer Gillom             | Stany Zjednoczone         | Phoenix Mercury          |
| 1997                     | Cynthia Cooper           | Stany Zjednoczone             | Houston Comets           | Teresa Weatherspoon         | Stany Zjednoczone         | New York Liberty         |
| 1997                     | Ruthie Bolton-Holifield  | Stany Zjednoczone             | Sacramento Monarchs      | Andrea Stinson              | Stany Zjednoczone         | Charlotte Sting          |
| 1998                     | Tina Thompson (2)        | Stany Zjednoczone             | Houston Comets           | Eva Němcová (2)             | Czechy                    | Cleveland Rockers        |
| 1998                     | Sheryl Swoopes           | Stany Zjednoczone             | Houston Comets           | Cindy Brown                 | Stany Zjednoczone         | Detroit Shock            |
| 1998                     | Jennifer Gillom (2)      | Stany Zjednoczone             | Phoenix Mercury          | Lisa Leslie (2)             | Stany Zjednoczone         | Los Angeles Sparks       |
| 1998                     | Suzie McConnell-Serio    | Stany Zjednoczone             | Cleveland Rockers        | Teresa Weatherspoon (2)     | Stany Zjednoczone         | New York Liberty         |
| 1998                     | Cynthia Cooper (2)       | Stany Zjednoczone             | Houston Comets           | Andrea Stinson (2)          | Stany Zjednoczone         | Charlotte Sting          |
| 1999                     | Sheryl Swoopes (2)       | Stany Zjednoczone             | Houston Comets           | Chamique Holdsclaw          | Stany Zjednoczone         | Washington Mystics       |
| 1999                     | Natalie Williams         | Stany Zjednoczone             | Utah Starzz              | Tina Thompson (3)           | Stany Zjednoczone         | Houston Comets           |
| 1999                     | Yolanda Griffith         | Stany Zjednoczone             | Sacramento Monarchs      | Lisa Leslie (3)             | Stany Zjednoczone         | Los Angeles Sparks       |
| 1999                     | Cynthia Cooper (3)       | Stany Zjednoczone             | Houston Comets           | Teresa Weatherspoon (3)     | Stany Zjednoczone         | New York Liberty         |
| 1999                     | Ticha Penicheiro         | Portugalia                    | Sacramento Monarchs      | Shannon Johnson             | Stany Zjednoczone         | Orlando Miracle          |
| 2000                     | Sheryl Swoopes (3)       | Stany Zjednoczone             | Houston Comets           | Katie Smith                 | Stany Zjednoczone         | Minnesota Lynx           |
| 2000                     | Natalie Williams (2)     | Stany Zjednoczone             | Utah Starzz              | Tina Thompson (4)           | Stany Zjednoczone         | Houston Comets           |
| 2000                     | Lisa Leslie (4)          | Stany Zjednoczone             | Los Angeles Sparks       | Yolanda Griffith (2)        | Stany Zjednoczone         | Sacramento Monarchs      |
| 2000                     | Cynthia Cooper (4)       | Stany Zjednoczone             | Houston Comets           | Teresa Weatherspoon (4)     | Stany Zjednoczone         | New York Liberty         |
| 2000                     | Ticha Penicheiro (2)     | Portugalia                    | Sacramento Monarchs      | Shannon Johnson (2)         | Stany Zjednoczone         | Orlando Miracle          |
| 2000                     |                          |                               |                          | Betty Lennox                | Stany Zjednoczone         | Minnesota Lynx           |
| 2001                     | Katie Smith (2)          | Stany Zjednoczone             | Minnesota Lynx           | Tina Thompson (5)           | Stany Zjednoczone         | Houston Comets           |
| 2001                     | Natalie Williams (3)     | Stany Zjednoczone             | Utah Starzz              | Chamique Holdsclaw (2)      | Stany Zjednoczone         | Washington Mystics       |
| 2001                     | Lisa Leslie (5)          | Stany Zjednoczone             | Los Angeles Sparks       | Yolanda Griffith (3)        | Stany Zjednoczone         | Sacramento Monarchs      |
| 2001                     | Janeth Arcain            | Brazylia                      | Houston Comets           | Ticha Penicheiro (3)        | Portugalia                | Sacramento Monarchs      |
| 2001                     | Merlakia Jones           | Stany Zjednoczone             | Cleveland Rockers        | Tamecka Dixon               | Stany Zjednoczone         | Los Angeles Sparks       |
| 2002                     | Tamika Catchings         | Stany Zjednoczone             | Indiana Fever            | Tina Thompson (6)           | Stany Zjednoczone         | Houston Comets           |
| 2002                     | Sheryl Swoopes (4)       | Stany Zjednoczone             | Houston Comets           | Chamique Holdsclaw (3)      | Stany Zjednoczone         | Washington Mystics       |
| 2002                     | Lisa Leslie (6)          | Stany Zjednoczone             | Los Angeles Sparks       | Tari Phillips               | Stany Zjednoczone         | New York Liberty         |
| 2002                     | Sue Bird                 | Stany Zjednoczone             | Seattle Storm            | Katie Smith (3)             | Stany Zjednoczone         | Minnesota Lynx           |
| 2002                     | Mwadi Mabika             | Demokratyczna Republika Konga | Los Angeles Sparks       | Shannon Johnson (3)         | Stany Zjednoczone         | Orlando Miracle          |
| 2003                     | Lauren Jackson           | Australia                     | Seattle Storm            | Sheryl Swoopes (5)          | Stany Zjednoczone         | Houston Comets           |
| 2003                     | Tamika Catchings (2)     | Stany Zjednoczone             | Indiana Fever            | Swin Cash                   | Stany Zjednoczone         | Detroit Shock            |
| 2003                     | Lisa Leslie (7)          | Stany Zjednoczone             | Los Angeles Sparks       | Cheryl Ford                 | Stany Zjednoczone         | Detroit Shock            |
| 2003                     | Katie Smith (4)          | Stany Zjednoczone             | Minnesota Lynx           | Nikki Teasley               | Stany Zjednoczone         | Los Angeles Sparks       |
| 2003                     | Sue Bird (2)             | Stany Zjednoczone             | Seattle Storm            | Deanna Nolan                | Stany Zjednoczone         | Detroit Shock            |
| 2004                     | Lauren Jackson (2)       | Australia                     | Seattle Storm            | Tamika Catchings (3)        | Stany Zjednoczone         | Indiana Fever            |
| 2004                     | Tina Thompson (7)        | Stany Zjednoczone             | Houston Comets           | Swin Cash (2)               | Stany Zjednoczone         | Detroit Shock            |
| 2004                     | Lisa Leslie (8)          | Stany Zjednoczone             | Los Angeles Sparks       | Yolanda Griffith (4)        | Stany Zjednoczone         | Sacramento Monarchs      |
| 2004                     | Diana Taurasi            | Stany Zjednoczone             | Phoenix Mercury          | Nikki Teasley (2)           | Stany Zjednoczone         | Los Angeles Sparks       |
| 2004                     | Sue Bird (3)             | Stany Zjednoczone             | Seattle Storm            | Nykesha Sales               | Stany Zjednoczone         | Connecticut Sun          |
| 2005                     | Lauren Jackson (3)       | Australia                     | Seattle Storm            | Tamika Catchings (4)        | Stany Zjednoczone         | Indiana Fever            |
| 2005                     | Sheryl Swoopes (6)       | Stany Zjednoczone             | Houston Comets           | Taj McWilliams-Franklin     | Stany Zjednoczone         | Connecticut Sun          |
| 2005                     | Yolanda Griffith (5)     | Stany Zjednoczone             | Sacramento Monarchs      | Lisa Leslie (9)             | Stany Zjednoczone         | Los Angeles Sparks       |
| 2005                     | Deanna Nolan (2)         | Stany Zjednoczone             | Detroit Shock            | Becky Hammon                | Stany Zjednoczone         | New York Liberty         |
| 2005                     | Sue Bird (4)             | Stany Zjednoczone             | Seattle Storm            | Diana Taurasi (2)           | Stany Zjednoczone         | Phoenix Mercury          |
| 2006                     | Lisa Leslie (10)         | Stany Zjednoczone             | Los Angeles Sparks       | Cheryl Ford (2)             | Stany Zjednoczone         | Detroit Shock            |
| 2006                     | Diana Taurasi (3)        | Stany Zjednoczone             | Phoenix Mercury          | Alana Beard                 | Stany Zjednoczone         | Washington Mystics       |
| 2006                     | Tamika Catchings (5)     | Stany Zjednoczone             | Indiana Fever            | Taj McWilliams-Franklin (2) | Stany Zjednoczone         | Connecticut Sun          |
| 2006                     | Lauren Jackson (4)       | Australia                     | Seattle Storm            | Seimone Augustus            | Stany Zjednoczone         | Minnesota Lynx           |
| 2006                     | Katie Douglas            | Stany Zjednoczone             | Connecticut Sun          | Sheryl Swoopes (7)          | Stany Zjednoczone         | Houston Comets           |
| 2007                     | Lauren Jackson (5)       | Australia                     | Seattle Storm            | Tamika Catchings (6)        | Stany Zjednoczone         | Indiana Fever            |
| 2007                     | Becky Hammon (2)         | Stany Zjednoczone             | San Antonio Silver Stars | Katie Douglas (2)           | Stany Zjednoczone         | Connecticut Sun          |
| 2007                     | Diana Taurasi (4)        | Stany Zjednoczone             | Phoenix Mercury          | Tina Thompson (8)           | Stany Zjednoczone         | Houston Comets           |
| 2007                     | Deanna Nolan (3)         | Stany Zjednoczone             | Detroit Shock            | Seimone Augustus (2)        | Stany Zjednoczone         | Minnesota Lynx           |
| 2007                     | Penny Taylor             | Australia                     | Phoenix Mercury          | Sophia Young                | Saint Vincent i Grenadyny | San Antonio Silver Stars |
| 2008                     | Candace Parker           | Stany Zjednoczone             | Los Angeles Sparks       | Sue Bird (5)                | Stany Zjednoczone         | Seattle Storm            |
| 2008                     | Lisa Leslie (11)         | Stany Zjednoczone             | Los Angeles Sparks       | Becky Hammon (3)            | Stany Zjednoczone         | San Antonio Silver Stars |
| 2008                     | Lindsay Whalen           | Stany Zjednoczone             | Connecticut Sun          | Asjha Jones                 | Stany Zjednoczone         | Connecticut Sun          |
| 2008                     | Diana Taurasi (5)        | Stany Zjednoczone             | Phoenix Mercury          | Deanna Nolan (4)            | Stany Zjednoczone         | Detroit Shock            |
| 2008                     | Sophia Young (2)         | Saint Vincent i Grenadyny     | San Antonio Silver Stars | Lauren Jackson (6)          | Australia                 | Seattle Storm            |
| 2009                     | Diana Taurasi (6)        | Stany Zjednoczone             | Phoenix Mercury          | Candace Parker (2)          | Stany Zjednoczone         | Los Angeles Sparks       |
| 2009                     | Tamika Catchings (7)     | Stany Zjednoczone             | Indiana Fever            | Sophia Young (3)            | Saint Vincent i Grenadyny | San Antonio Silver Stars |
| 2009                     | Lauren Jackson (7)       | Australia                     | Seattle Storm            | Lisa Leslie (12)            | Stany Zjednoczone         | Los Angeles Sparks       |
| 2009                     | Becky Hammon (4)         | Stany Zjednoczone             | San Antonio Silver Stars | Katie Douglas (3)           | Stany Zjednoczone         | Indiana Fever            |
| 2009                     | Cappie Pondexter         | Stany Zjednoczone             | Phoenix Mercury          | Deanna Nolan (5)            | Stany Zjednoczone         | Detroit Shock            |
| 2010                     | Lauren Jackson (8)       | Australia                     | Seattle Storm            | Sue Bird (6)                | Stany Zjednoczone         | Seattle Storm            |
| 2010                     | Cappie Pondexter (2)     | Stany Zjednoczone             | New York Liberty         | Angel McCoughtry            | Stany Zjednoczone         | Atlanta Dream            |
| 2010                     | Tamika Catchings (8)     | Stany Zjednoczone             | Indiana Fever            | Crystal Langhorne           | Stany Zjednoczone         | Washington Mystics       |
| 2010                     | Diana Taurasi (7)        | Stany Zjednoczone             | Phoenix Mercury          | Tina Charles                | Stany Zjednoczone         | Connecticut Sun          |
| 2010                     | Sylvia Fowles            | Stany Zjednoczone             | Chicago Sky              | Katie Douglas (4)           | Stany Zjednoczone         | Indiana Fever            |
| 2011                     | Tamika Catchings (9)     | Stany Zjednoczone             | Indiana Fever            | Penny Taylor (2)            | Australia                 | Phoenix Mercury          |
| 2011                     | Angel McCoughtry (2)     | Stany Zjednoczone             | Atlanta Dream            | Seimone Augustus (3)        | Stany Zjednoczone         | Minnesota Lynx           |
| 2011                     | Tina Charles (2)         | Stany Zjednoczone             | Connecticut Sun          | Sylvia Fowles (2)           | Stany Zjednoczone         | Chicago Sky              |
| 2011                     | Diana Taurasi (8)        | Stany Zjednoczone             | Phoenix Mercury          | Sue Bird (7)                | Stany Zjednoczone         | Seattle Storm            |
| 2011                     | Lindsay Whalen (2)       | Stany Zjednoczone             | Minnesota Lynx           | Cappie Pondexter (3)        | Stany Zjednoczone         | New York Liberty         |
| 2012                     | Tina Charles (3)         | Stany Zjednoczone             | Connecticut Sun          | Maya Moore                  | Stany Zjednoczone         | Minnesota Lynx           |
| 2012                     | Candace Parker (3)       | Stany Zjednoczone             | Los Angeles Sparks       | Sylvia Fowles (3)           | Stany Zjednoczone         | Chicago Sky              |
| 2012                     | Tamika Catchings (10)    | Stany Zjednoczone             | Indiana Fever            | Kristi Toliver              | Stany Zjednoczone         | Los Angeles Sparks       |
| 2012                     | Cappie Pondexter (4)     | Stany Zjednoczone             | New York Liberty         | Lindsay Whalen (3)          | Stany Zjednoczone         | Minnesota Lynx           |
| 2012                     | Seimone Augustus (4)     | Stany Zjednoczone             | Minnesota Lynx           | Sophia Young (4)            | Stany Zjednoczone         | San Antonio Silver Stars |
| 2013                     | Maya Moore (2)           | Stany Zjednoczone             | Minnesota Lynx           | Tamika Catchings (11)       | Stany Zjednoczone         | Indiana Fever            |
| 2013                     | Candace Parker (4)       | Stany Zjednoczone             | Los Angeles Sparks       | Elena Delle Donne           | Stany Zjednoczone         | Chicago Sky              |
| 2013                     | Sylvia Fowles (4)        | Stany Zjednoczone             | Chicago Sky              | Tina Charles (4)            | Stany Zjednoczone         | Connecticut Sun          |
| 2013                     | Diana Taurasi (9)        | Stany Zjednoczone             | Phoenix Mercury          | Angel McCoughtry (3)        | Stany Zjednoczone         | Atlanta Dream            |
| 2013                     | Lindsay Whalen (4)       | Stany Zjednoczone             | Minnesota Lynx           | Seimone Augustus (5)        | Stany Zjednoczone         | Minnesota Lynx           |
| 2014                     | Maya Moore (3)           | Stany Zjednoczone             | Minnesota Lynx           | Angel McCoughtry (4)        | Stany Zjednoczone         | Atlanta Dream            |
| 2014                     | Candace Parker (5)       | Stany Zjednoczone             | Los Angeles Sparks       | Nneka Ogwumike              | Stany Zjednoczone         | Los Angeles Sparks       |
| 2014                     | Brittney Griner          | Stany Zjednoczone             | Phoenix Mercury          | Tina Charles (5)            | Stany Zjednoczone         | New York Liberty         |
| 2014                     | Diana Taurasi (10)       | Stany Zjednoczone             | Phoenix Mercury          | Seimone Augustus (6)        | Stany Zjednoczone         | Minnesota Lynx           |
| 2014                     | Skylar Diggins           | Stany Zjednoczone             | Tulsa Shock              | Lindsay Whalen (5)          | Stany Zjednoczone         | Minnesota Lynx           |
| 2014                     |                          |                               |                          | Danielle Robinson           | Stany Zjednoczone         | San Antonio Stars        |
| 2015                     | Elena Delle Donne (2)    | Stany Zjednoczone             | Chicago Sky              | Candace Parker (6)          | Stany Zjednoczone         | Los Angeles Sparks       |
| 2015                     | Tina Charles (6)         | Stany Zjednoczone             | New York Liberty         | Brittney Griner (2)         | Stany Zjednoczone         | Phoenix Mercury          |
| 2015                     | Maya Moore (4)           | Stany Zjednoczone             | Minnesota Lynx           | Tamika Catchings (12)       | Stany Zjednoczone         | Indiana Fever            |
| 2015                     | DeWanna Bonner           | Stany Zjednoczone             | Phoenix Mercury          | Epiphanny Prince            | Stany Zjednoczone         | New York Liberty         |
| 2015                     | Angel McCoughtry (5)     | Stany Zjednoczone             | Atlanta Dream            | Courtney Vandersloot        | Stany Zjednoczone         | Chicago Sky              |
| 2016                     | Elena Delle Donne (3)    | Stany Zjednoczone             | Chicago Sky              | Angel McCoughtry (6)        | Stany Zjednoczone         | Atlanta Dream            |
| 2016                     | Tina Charles (7)         | Stany Zjednoczone             | New York Liberty         | Sylvia Fowles (5)           | Stany Zjednoczone         | Minnesota Lynx           |
| 2016                     | Maya Moore (5)           | Stany Zjednoczone             | Minnesota Lynx           | Diana Taurasi (11)          | Stany Zjednoczone         | Phoenix Mercury          |
| 2016                     | Nneka Ogwumike (2)       | Stany Zjednoczone             | Los Angeles Sparks       | Breanna Stewart             | Stany Zjednoczone         | Seattle Storm            |
| 2016                     | Sue Bird (8)             | Stany Zjednoczone             | Seattle Storm            | Jewell Loyd                 | Stany Zjednoczone         | Seattle Storm            |
| 2017                     | Sylvia Fowles (6)        | Stany Zjednoczone             | Minnesota Lynx           | Nneka Ogwumike (3)          | Stany Zjednoczone         | Los Angeles Sparks       |
| 2017                     | Tina Charles (8)         | Stany Zjednoczone             | New York Liberty         | Jonquel Jones               | Bahamy                    | Connecticut Sun          |
| 2017                     | Skylar Diggins-Smith (2) | Stany Zjednoczone             | Dallas Wings             | Chelsea Gray                | Stany Zjednoczone         | Los Angeles Sparks       |
| 2017                     | Candace Parker (7)       | Stany Zjednoczone             | Los Angeles Sparks       | Brittney Griner (3)         | Stany Zjednoczone         | Phoenix Mercury          |
| 2017                     | Maya Moore (6)           | Stany Zjednoczone             | Minnesota Lynx           | Diana Taurasi (12)          | Stany Zjednoczone         | Phoenix Mercury          |
| 2018                     | Breanna Stewart (2)      | Stany Zjednoczone             | Seattle Storm            | Candace Parker (8)          | Stany Zjednoczone         | Los Angeles Sparks       |
| 2018                     | Elena Delle Donne (4)    | Stany Zjednoczone             | Washington Mystics       | Skylar Diggins-Smith (3)    | Stany Zjednoczone         | Dallas Wings             |
| 2018                     | Elizabeth Cambage        | Australia                     | Dallas Wings             | Courtney Vandersloot (2)    | Stany Zjednoczone         | Chicago Sky              |
| 2018                     | Tiffany Hayes            | Stany Zjednoczone             | Atlanta Dream            | Brittney Griner (4)         | Stany Zjednoczone         | Phoenix Mercury          |
| 2018                     | Diana Taurasi (13)       | Stany Zjednoczone             | Phoenix Mercury          | Maya Moore (7)              | Stany Zjednoczone         | Minnesota Lynx           |
| 2019                     | Courtney Vandersloot (3) | Stany Zjednoczone             | Chicago Sky              | Odyssey Sims                | Stany Zjednoczone         | Minnesota Lynx           |
| 2019                     | Chelsea Gray (2)         | Stany Zjednoczone             | Los Angeles Sparks       | Diamond DeShields           | Stany Zjednoczone         | Chicago Sky              |
| 2019                     | Elena Delle Donne (5)    | Stany Zjednoczone             | Washington Mystics       | Nneka Ogwumike (4)          | Stany Zjednoczone         | Los Angeles Sparks       |
| 2019                     | Natasha Howard           | Stany Zjednoczone             | Seattle Storm            | Jonquel Jones (2)           | Bahamy                    | Connecticut Sun          |
| 2019                     | Brittney Griner (5)      | Stany Zjednoczone             | Phoenix Mercury          | Liz Cambage (2)             | Australia                 | Las Vegas Aces           |
| 2020                     | Courtney Vandersloot (4) | Stany Zjednoczone             | Chicago Sky              | Diana Taurasi (14)          | Stany Zjednoczone         | Phoenix Mercury          |
| 2020                     | Arike Ogunbowale         | Stany Zjednoczone             | Dallas Wings             | Skylar Diggins-Smith (4)    | Stany Zjednoczone         | Phoenix Mercury          |
| 2020                     | A’ja Wilson              | Stany Zjednoczone             | Las Vegas Aces           | Myisha Hines-Allen          | Stany Zjednoczone         | Washington Mystics       |
| 2020                     | Breanna Stewart (3)      | Stany Zjednoczone             | Seattle Storm            | DeWanna Bonner (2)          | Stany Zjednoczone         | Connecticut Sun          |
| 2020                     | Candace Parker (9)       | Stany Zjednoczone             | Los Angeles Sparks       | Napheesa Collier            | Stany Zjednoczone         | Minnesota Lynx           |
| 2021                     | Jonquel Jones (3)        | Bahamy                        | Connecticut Sun          | A’ja Wilson (2)             | Stany Zjednoczone         | Las Vegas Aces           |
| 2021                     | Skylar Diggins-Smith (5) | Stany Zjednoczone             | Phoenix Mercury          | Sylvia Fowles (7)           | Stany Zjednoczone         | Minnesota Lynx           |
| 2021                     | Brittney Griner (6)      | Stany Zjednoczone             | Phoenix Mercury          | Arike Ogunbowale (2)        | Stany Zjednoczone         | Dallas Wings             |
| 2021                     | Breanna Stewart (4)      | Stany Zjednoczone             | Seattle Storm            | Tina Charles (9)            | Stany Zjednoczone         | Washington Mystics       |
| 2021                     | Jewell Loyd (2)          | Stany Zjednoczone             | Seattle Storm            | Courtney Vandersloot (5)    | Stany Zjednoczone         | Chicago Sky              |
| 2022                     | A’ja Wilson (3)          | Stany Zjednoczone             | Las Vegas Aces           | Alyssa Thomas               | Stany Zjednoczone         | Connecticut Sun          |
| Breanna Stewart (5)      | Stany Zjednoczone        | Seattle Storm                 | Sabrina Ionescu          | Stany Zjednoczone           | New York Liberty          |                          |
| Kelsey Plum              | Stany Zjednoczone        | Las Vegas Aces                | Nneka Ogwumike (5)       | Stany Zjednoczone           | Los Angeles Sparks        |                          |
| Skylar Diggins-Smith (6) | Stany Zjednoczone        | Phoenix Mercury               | Jonquel Jones (4)        | Bahamy                      | Connecticut Sun           |                          |
| Candace Parker (10)      | Stany Zjednoczone        | Chicago Sky                   | Sylvia Fowles (8)        | Stany Zjednoczone           | Minnesota Lynx            |                          |